# Množné číslo
Množné číslo je varianta gramatická kategorie čísla, která označuje skutečnost, že se jedná o více než o jeden kus. Používá se jak u jmen (podstatné jméno, přídavné jméno, zájmeno), tak u sloves. V některých jazycích včetně češtiny vedle množného čísla existuje nebo existovalo i dvojné číslo či jeho pozůstatky.
Standardním latinským označením množného čísla je termín plurál, který pochází z latinského plures a znamená více; zkratka je obvykle pl.
Množné číslo se v některých případech používá i k označení jednotlivé osoby, přičemž může zesílit nebo naopak oslabit její význam: vykání nebo onikání je projevem úcty, královský plurál (plural maiestaticus) zdůrazňuje funkci mluvčího, autorský plurál je vykládán jako projev skromnosti, který oslabuje důraz na autora.
V první osobě (my) může být plurál buď exkluzivní (nezahrnuje adresáta sdělení) nebo inkluzivní (zahrnuje jak mluvčího, tak adresáta sdělení). V některých jazycích je exkluzivní a inkluzivní plurál gramaticky odlišen (kluzivita). Zvláštním případem inkluzivního plurálu je empatický plurál, který personální transpozicí nahrazuje druhou osobu (mluvčího nezahrnuje fakticky, ale jen jako symbolický projev spoluúčasti).
Gramatická kategorie jména, které má tvary jen v množném čísle, i když označuje jednotlivou věc, se označuje jako pomnožné číslo a takové jméno se označuje jako pomnožné jméno. Větší počet takových věcí je pak vyjádřen použitím souborových číslovek (např. dvoje dveře, šestery Vánoce).